# LiMo Foundation
Die LiMo (Linux Mobile) Foundation ist eine Allianz, die von Motorola, NEC, NTT DoCoMo, Panasonic Mobile Communications, Samsung Electronics und Vodafone im Januar 2007 gegründet wurde. Seitdem sind einige weitere Mitglieder (u. a. die Mozilla Foundation) der Allianz beigetreten. Ziel der nicht gewinnorientierten Organisation, ist u. a. die LiMo-Platform, ein Linux-basiertes Betriebssystem für Mobiltelefone, zu unterstützen. Die LiMo-Plattform wird heute unter dem Betriebssystem Tizen weiterentwickelt.

## Geschichte

Vorgänger von Tizen

Im 15. Juni 2006 kündigten Motorola, NEC, NTT DoCoMo, Panasonic Mobile Communications, Samsung Electronics und Vodafone die Gründung einer Organisation für Linux auf Mobilgeräten an, im Januar 2007 wurde diese gegründet. Im August 2007 kamen Aplix, Celunite, LG Electronics, McAfee und Wind River als Kernmitglieder hinzu sowie weitere Mitglieder. Bis Mitte 2008 kamen Trolltech, Acrodea, ETRI, Huawei, Purple Labs, Infineon Technologies, Kvaleberg AS, Mozilla Corporation, Red Bend Software, Sagem Mobiles, SFR, SK Telecom und Verizon Wireless hinzu.
2008 wurde das LiPS-Forum samt allen Mitgliedern in die LiMo-Foundation übernommen. Damit stieg die Zahl der Mitglieder auf über 50, u. a. mit der Mitgliedschaft von Cellon, Esmertec, Freescale, Longcheer, MIZI Research, Movial, PacketVideo (PV), SK Innoace, Telecom Italia, VirtualLogix und ZTE. Beide Unternehmen erhoffen sich davon einen größeren Marktanteil am stark wachsenden und umkämpften Mobilfunkmarkt. Im Februar 2009 ist die Opera Software ASA der LiMo-Foundation beigetreten. Ziel ist es, mit dem entwickelten Browser Opera vollständige Kompatibilität mit mobilen Plattformen sicherzustellen, Entwicklungen vereinfachen und schneller marktfähig zu machen.
Ende September 2011 wurde bekanntgegeben, dass auch LiMo mit dem MeeGo-Projekt verschmelzen wird. Das neue Projekt wird den Namen Tizen tragen.

## LiMo-Plattform
Mit der LiMo-Plattform soll ein modular aufgebautes, hardwareunabhängiges Handybetriebssystem gefördert werden, dessen Quellcode teilweise offen liegt. Der Common Code Pool ist nur für Mitglieder, die fünf- bis sechsstellige Beträge zahlen, kostenfrei zugänglich.
Die LiMo-Plattform unterstützt ab Version R1 C und C++ für native Entwicklung. Mit R2 soll ein Internet Framework eingeführt werden, um Programme in HTML, CSS und JavaScript auszuführen. Außerdem sollen Multimediafunktionen, ortsbasierende Dienste sowie eine verbesserte Sicherheit implementiert werden. Ein SDK, basierend auf Eclipse, sollte laut Herstellerangaben seit dem 4. Quartal 2008 zur Verfügung stehen.
| Version | Datum                              |
| ------- | ---------------------------------- |
| R1      | 31. März 2008                      |
| R2      | 3. Juni 2009 (Spezifikationen)     |
| R3      | 16. Februar 2010 (Spezifikationen) |
| R4      | 14. Februar 2011 (Spezifikationen) |

## Mitglieder

### Gründungsmitglieder
- NEC
- NTT DoCoMo
- Orange
- Panasonic
- Samsung
- Vodafone
- (Motorola: Motorola hat kurz nach der Gründung seinen Status gewechselt und ist nun nur noch „assoziiertes Mitglied“)

### Kernmitglieder
- Access Co.
- Aplix
- Azingo
- LG Electronics
- McAfee
- Purple Labs
- SK Telecom
- Texas Instruments
- Verizon Wireless
- Wind River Systems[8]

## Mobiltelefone
| Hersteller                   | Modelle                                                                                     |
| ---------------------------- | ------------------------------------------------------------------------------------------- |
| Motorola                     | ROKR E8, ROKR Z6, RAZR2 V8 Luxury Edition, RAZR2 V8, MOTO Z6W, MOTO U9, ZINE ZN5, ROKR EM30 |
| (FOMA-Geräte) von NEC:       | N905i, N905μ, N705i, N705μ                                                                  |
| (FOMA-Geräte) von Panasonic: | P905i, P905iTV, P705i, P705μ                                                                |
| Samsung                      | SGH-i800, H1, M1                                                                            |
| Purple Labs                  | Purple Magic                                                                                |